# Ben Kanute
Ben Kanute (Winfield, 14 de diciembre de 1992) es un deportista estadounidense que compite en triatlón.
Ganó cuatro medallas en el Campeonato Mundial de Triatlón por Relevos Mixtos entre los años 2013 y 2018. Además, obtuvo dos medallas de plata en el Campeonato Mundial de Ironman 70.3, en los años 2017 y 2022.

## Palmarés internacional
| Campeonato Mundial por Relevos Mixtos | Campeonato Mundial por Relevos Mixtos | Campeonato Mundial por Relevos Mixtos | Campeonato Mundial por Relevos Mixtos |
| Año                                   | Lugar                                 | Medalla                               | Prueba                                |
| ------------------------------------- | ------------------------------------- | ------------------------------------- | ------------------------------------- |
| 2013                                  | Hamburgo (Alemania)                   | Medalla de bronce                     | Relevo mixto                          |
| 2016                                  | Hamburgo (Alemania)                   | Medalla de oro                        | Relevo mixto                          |
| 2017                                  | Hamburgo (Alemania)                   | Medalla de plata                      | Relevo mixto                          |
| 2018                                  | Hamburgo (Alemania)                   | Medalla de bronce                     | Relevo mixto                          |

| Campeonato Mundial | Campeonato Mundial           | Campeonato Mundial | Campeonato Mundial |
| Año                | Lugar                        | Medalla            | Prueba             |
| ------------------ | ---------------------------- | ------------------ | ------------------ |
| 2017               | Chattanooga (Estados Unidos) | Medalla de plata   | Individual         |
| 2022               | St. George (Estados Unidos)  | Medalla de plata   | Individual         |